# Plaza Venezuela (metro de Caracas)
Plaza Venezuela es una estación del Metro de Caracas perteneciente a la Línea 1. Está en el centro-este de Caracas, cerca de la fuente de Plaza Venezuela que le da el nombre.

## Características
La Estación Plaza Venezuela es la que presenta mayor afluencia de pasajeros y la más grande y compleja en extensión subterránea debido a que se encuentra en el centro de todo el sistema y a la vez en el centro geográfico y comercial de la ciudad. Fue inaugurada en 1983, y en 1993 se inauguró un segundo nivel de andenes como parte de la primera etapa de la Línea 3 del Metro, con dirección La Rinconada y también la llamada Vía Z que conecta a nivel de vía férrea la línea 1 con la línea 3, respectivamente. Cabe destacar que es la única estación que posee dos niveles de andenes en funcionamiento, aunque la estación La Hoyada también posee dos andenes laterales debajo de los actuales, pero no están operativos. Los mismos son de la futura estación La Hoyada II del tercer tramo de la línea 3 El Valle-San José. En los andenes actuales de la línea 1 de esa estación se puede observar a la altura del cuarto vagón dónde quedarán las futuras conexiones con mencionados andenes. La misma está proyectada para que sea estación de transferencia, y así, de una vez por todas, descongestionar los andenes de Plaza Venezuela dirección La Rinconada, que en la actualidad, y debido al volumen de usuarios que utiliza esa estación, están a su máxima capacidad.
En 2006, debido a la alta afluencia de pasajeros en el tramo Capitolio - Plaza Venezuela, se terminó de construir una línea paralela o línea 4 (Capuchinos - Zona Rental), que la Línea 2, con lo que la estación tiene transferencia con tres líneas, una hacia la Línea 3 otra hacia la Línea 4 y una hacia la línea 2

## Salidas
Posee seis salidas:
- Gran Avenida, Acera norte
- Gran Avenida, Acera sur
- Avenida Las Palmas cruce con Gran Avenida, Acera Nor-este
- Avenida Las Acacias cruce con Gran Avenida, Acera Nor-Oeste (Torre La Previsora)
- Avenida Las Acacias cruce con Gran Avenida, Acera Sur-Oeste (Torre Lincoln)
- Avenida Las Acacias cruce con Gran Avenida, Acera Este (Inicio de Bulevar de Sabana Grande)

## Lugares de interés
- Plaza Venezuela
- Boulevard de Sabana Grande
- Ciudad Universitaria de Caracas, en concreto el acceso Puerta Tamanaco
- Biblioteca del Metro de Caracas